# Canadian Open 1992
Die Canada Open 1992 im Badminton fanden vom 16. bis zum 20. September 1992 in Calgary statt. Das Preisgeld betrug 35.000 US-Dollar, was dem Turnier zu einem Zwei-Sterne-Status im Grand Prix verhalf.

## Sieger und Platzierte
| Disziplin    | Gold                          | Silber                          | Bronze                               |
| ------------ | ----------------------------- | ------------------------------- | ------------------------------------ |
| Herreneinzel | Ahn Jae-chang                 | Liu Jun                         | Poul-Erik Høyer Larsen               |
| Herreneinzel | Ahn Jae-chang                 | Liu Jun                         | Foo Kok Keong                        |
| Dameneinzel  | Hisako Mizui                  | Denyse Julien                   | Joanne Muggeridge                    |
| Dameneinzel  | Hisako Mizui                  | Denyse Julien                   | Song Yang                            |
| Herrendoppel | Cheah Soon Kit Soo Beng Kiang | Ahn Jae-chang Choi Ji-tae       | Jan-Eric Antonsson Stellan Österberg |
| Herrendoppel | Cheah Soon Kit Soo Beng Kiang | Ahn Jae-chang Choi Ji-tae       | Chan Siu Kwong Ng Pak Kum            |
| Damendoppel  | Pernille Dupont Lotte Olsen   | Denyse Julien Joanne Muggeridge | Kimiko Jinnai Hisako Mori            |
| Damendoppel  | Pernille Dupont Lotte Olsen   | Denyse Julien Joanne Muggeridge | Harumi Kohhara Hisako Mizui          |
| Mixed        | Thomas Lund Pernille Dupont   | Chan Siu Kwong Chung Hoi Yuk    | Si-an Deng Anil Kaul                 |
| Mixed        | Thomas Lund Pernille Dupont   | Chan Siu Kwong Chung Hoi Yuk    | Jan-Eric Antonsson Lotte Olsen       |